# Moe Meguro
Moe Meguro (jap. 目黒 萌絵, Meguro Moe; * 20. November 1984 in Minamifurano, Hokkaidō) ist eine japanische Curlerin. Sie spielte auf der Position des Skip beim Team Aomori des Aomori CC in der Präfektur Aomori.

## Werdegang
Meguro nahm 2000 erstmals an einer internationalen Meisterschaft – der Juniorenweltmeisterschaft – teil, als Skip der japanischen Nationalmannschaft, in der ungewöhnlicherweise auch ihre beiden Schwestern Miki Meguro und Maya Meguro spielten.
Zweimal nahm Moe Meguro an Olympischen Winterspielen teil, 2006 in Turin belegte sie im Team um Skip Ayumi Onodera den siebten Platz, bei den Olympischen Winterspielen 2010 in Vancouver (Kanada) erreichte sie – nun selbst Skip der japanischen Mannschaft – den achten Platz.
Im Juni 2010 gab sie ihren Rücktritt bekannt.

## Erfolge

### Internationale Meisterschaften
- Pazifikmeisterin 2004
- 2. Platz Pazifikmeisterschaft 2007, 2009
- 3. Platz Pazifikmeisterschaft 2006, 2008
- 3. Platz Winter-Universiade 2007
- 4. Platz Weltmeisterschaft 2008

### World Curling Tour
- Sieg bei der Barton Insurance Brokers Crown of Curling 2004
- Sieg bei Meyers Norris Penny Charity Classic 2007
- Sieg bei Twin Anchors Invitational 2009
- 2. Platz Strauss Crown of Curling 2005
- 2. Platz International Bernese Ladies Cup 2010
- 3. Platz Community Savings Ladies Classic 2005
- 3. Platz Meyers Norris Penny Charity Classic 2009
- 3. Platz Glynhill Ladies International 2009
- 3. Platz Kamloops Crown of Curling 2009